# Geschichte Somalilands

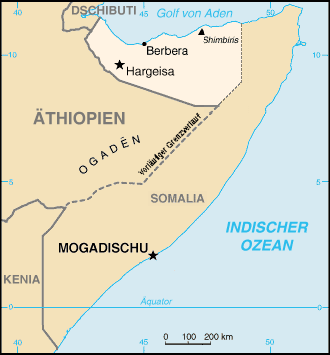
Karte des heutigen Somalilands

Die Geschichte Somalilands ist die Geschichte eines Teils des von Somali bewohnten Gebietes, welches im 19. Jahrhundert als Britisch-Somaliland kolonialisiert wurde und sich 1960 mit Italienisch-Somaliland zu Somalia verband. Sie ist somit eng verbunden mit der Geschichte Somalias sowie mit der Geschichte der Somali in den Nachbarländern Äthiopien und Dschibuti. Nach dem Zusammenbruch der somalischen Regierung 1991 erklärte sich Somaliland für unabhängig und durchlief seither eine weitgehend vom übrigen Somalia getrennte Entwicklung.
Einen tabellarischen Überblick bietet die Zeittafel Somalia.

## Frühe Geschichte

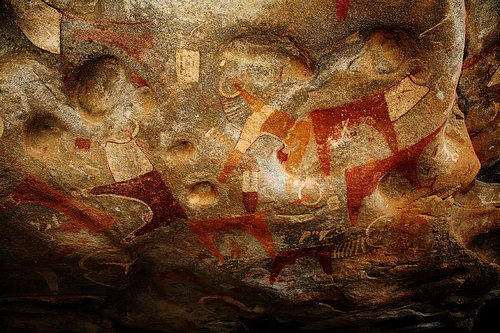
Detail der Höhlenmalereien in Laas Geel

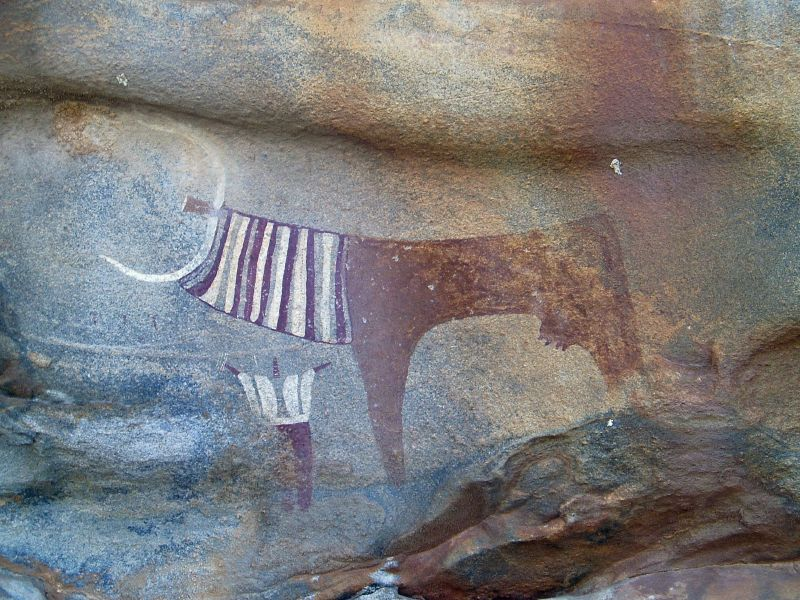
Mensch und Kuh

Belege für die Besiedlung des Horns von Afrika vor Beginn der christlichen Zeitrechnung sind spärlich. Erste Spuren menschlicher Zivilisation wurden in Laas Geel bei Hargeysa entdeckt. Dort wurden Höhlenmalereien gefunden, die auf die Zeit zwischen 4000 und 3000 v. Chr. datiert werden. Weitere Höhlenmalereien befinden sich u. a. in Karin Heegan und Dhambalin.
Die heutigen Bewohner der Region, die Somali, führen ihre Herkunft auf Einwanderer von der Arabischen Halbinsel zurück, von denen alle Somali patrilinear abstammen sollen. Die Sprachwissenschaft sieht ihre Ursprünge hingegen eher im südlichen äthiopischen Hochland, wo andere Ethnien leben, die wie die Somali kuschitische Sprachen sprechen, und legt damit den Schwerpunkt auf den kuschitisch-afrikanischen Teil ihrer Abstammung. Nach diesen Theorien trennten sich die Vorfahren der Somali um 500 v. Chr. von den verwandten Gruppen zwischen den Flüssen Omo und Tana und besiedelten bis etwa 100 n. Chr. das ganze Horn von Afrika.

## Vorkoloniale Zeit
Die Somali entwickelten ihre bis heute bestehende Wirtschaft und Lebensweise, die hauptsächlich in nomadischer Viehwirtschaft sowie im Süden des heutigen Somalia in Ackerbau im Gebiet der Flüsse Jubba und Shabeelle besteht. Die Lebensweise der Nomaden in Nordsomalia/Somaliland galt lange als prototypisch für die Somali, doch sie entwickelte sich wahrscheinlich später als die sesshaft-agropastoralistische Lebensweise der südsomalischen Rahanweyn.
Das Clansystem der Somali wurde wahrscheinlich von der patrilinearen Stammesgesellschaft der Araber beeinflusst und verdrängte die ursprüngliche, möglicherweise matrilinear organisierte Gesellschaftsform. Schon in vorkolonialer Zeit kam es immer wieder zu Konflikten zwischen Clans, insbesondere um knappes Land und Wasser. Die in der Region natürlicherweise auftretenden Dürren führten regelmäßig zu Hunger, insbesondere unter den Nomaden im Norden und Zentrum Somalias.

### Seehandel und Einführung des Islam
Das Königreich von Aksum erstreckte sich auf dem Höhepunkt seiner Macht (ca. 4. bis 6. Jahrhundert) bis in den Nordwesten Somalias, über die Auswirkungen seiner Herrschaft ist wenig bekannt.
Durch den Seehandel über Küstenstädte wie Zeila (Saylac) und Hobyo kamen die Somali mit arabischen und persischen Einflüssen in Berührung, so auch mit dem Islam ab dem 7. Jahrhundert. Noch weiter verbreitete sich der Islam im 11., 12. und 13. Jahrhundert mit der Ankunft muslimischer Patriarchen. Zeila stieg bis zum 16. Jahrhundert zum Handelszentrum für Kaffee, Gold, Zibet, Straußenfedern sowie Sklaven aus Äthiopien (siehe auch: Ostafrikanischer Sklavenhandel) und zum Zentrum des Islam in Somalia auf. Es wurde mit dem Nahen Osten, Indien und China Handel getrieben.

### Sultanate in Nordsomalia
Im 13. Jahrhundert setzte eine Wanderungsbewegung der Somali nach Süden ein, die bis in das 19. Jahrhundert andauern sollte. In dieser Zeit begannen sich auch Staatswesen zu bilden, insbesondere das Sultanat Ifat in Äthiopien und Nordsomalia, Vorläufer des von muslimischen Somali und Afar geführten Sultanats Adal. Dieses reichte von seiner Hauptstadt Zeila bis Jijiga und Harar im heute äthiopischen Ogaden und blieb lange friedlich gegenüber dem benachbarten christlichen Kaiserreich Äthiopien. Die Beziehungen der beiden Staatswesen verschlechterten sich jedoch, als der äthiopische Negus Isaak (Yeshaq) muslimische Ansiedlungen im Tal östlich von Harar angriff und 1415 Ifat eroberte. Nach seinem Sieg erlegte Isaak den Muslimen Tribut auf und ließ eine Hymne zur Besingung dieses Sieges schreiben. In dieser Hymne erscheint das Wort Somali erstmals in geschriebener Form.
Im 16. Jahrhundert waren es wiederum die Muslime, die Äthiopien angriffen. Unterstützt vom Osmanischen Reich drangen sie, geführt von Ahmed Gurey (Gran), weit in das Land vor, richteten Verwüstungen an und dezimierten dabei die Bevölkerung. Mit Hilfe einer portugiesischen Expedition unter Cristóvão da Gama – einem Sohn Vasco da Gamas – und des Einsatzes von Kanonen gelang es Äthiopien, die Eroberung schließlich abzuwenden. Nach dem Fall Ahmed Gureys in der Schlacht von Wayna Daga am 21. Februar 1543 wurden die Muslime zurückgeschlagen. In der darauf folgenden Zeit zerfiel Adal in kleinere Staaten, darunter das Sultanat Harar. Dieses kam, ebenso wie äthiopische Gebiete, unter Druck von Seiten der Oromo, die nun von Süden her vordrangen.
Die Portugiesen waren seit der Zeit von Heinrich dem Seefahrer der Küste Afrikas entlang gesegelt und waren so bis nach Somalia gelangt. Ab dem 16. Jahrhundert kam es zu Überfällen portugiesischer Seefahrer auf somalische Küstenstädte. Zeila verlor infolge portugiesischer Angriffe 1517 und 1528 sowie Überfällen somalischer Nomaden aus dem Umland an Bedeutung und wurde zur Besitzung der jemenitischen Stadt Mokka. Berbera nahm seine Rolle ein, wurde aber ebenfalls Besitzung Mokkas. Der Jemen wiederum, und damit auch Mokka, geriet seinerseits zeitweise unter osmanische Herrschaft. 1875 versuchte Ägypten unter Ismail Pascha eine Invasion in Äthiopien, wobei Harar und Zeila für kurze Zeit unter ägyptische Kontrolle kamen.

## Kolonialzeit

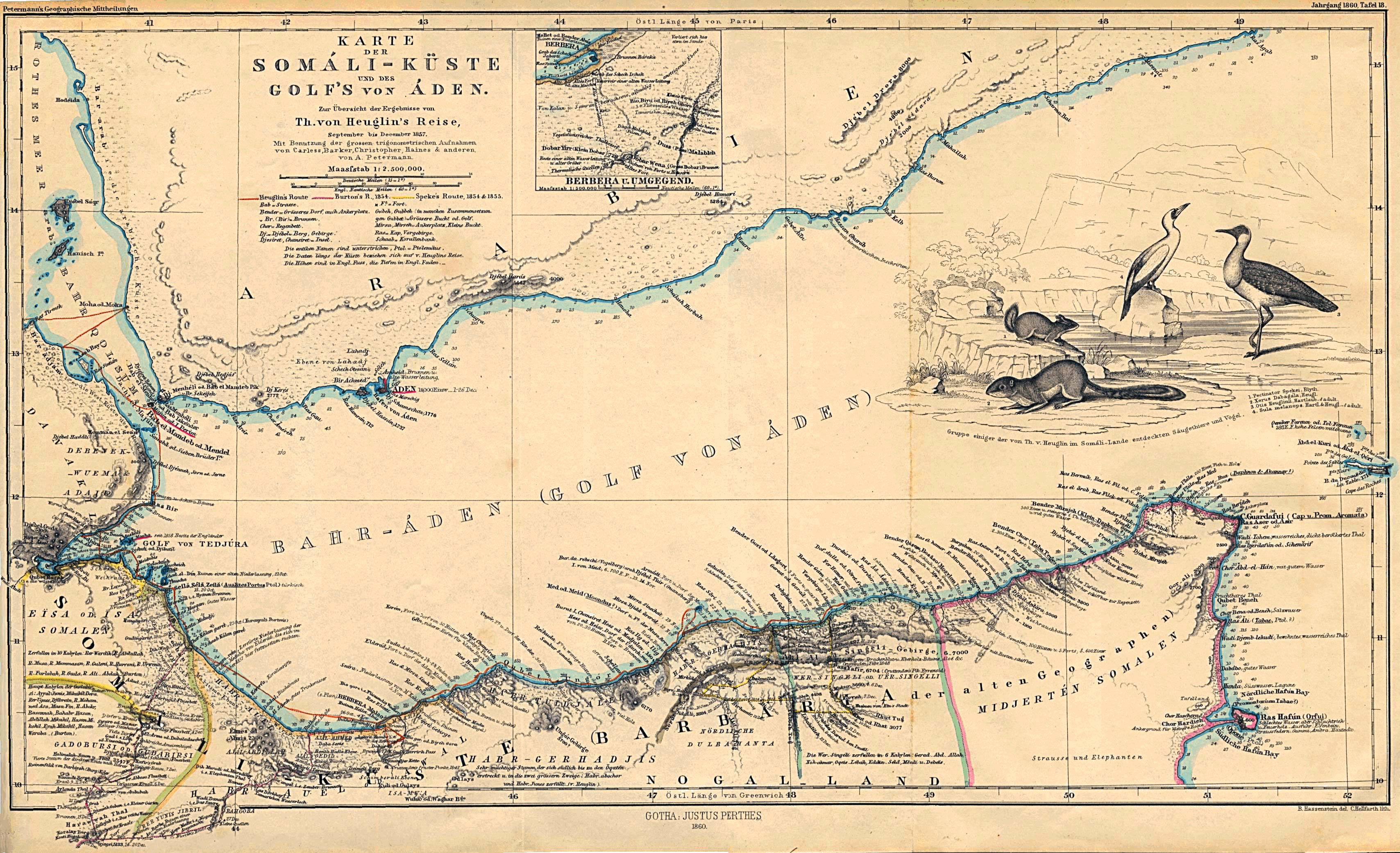
Karte des Golfs von Aden um 1860

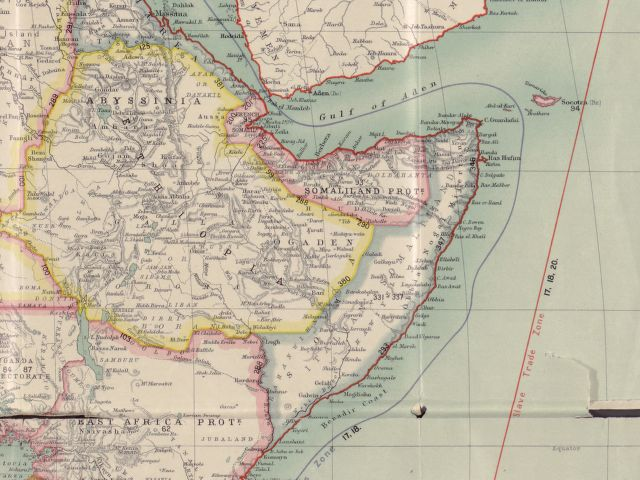
Das Horn von Afrika um 1900

Ab dem Ende des 19. Jahrhunderts erfuhr das von den Somali bewohnte Gebiet die Aufteilung, die bis heute nachwirkt und teilweise Bestand hat. Harar und damit ganz Ogaden geriet durch die Eroberungen Meneliks II. unter die Herrschaft Äthiopiens. Süden und Osten des heutigen Somalia wurden von Italien als Italienisch-Somaliland, der Norden (Britisch-Somaliland) sowie Kenia von Großbritannien und Dschibuti (Französisch-Somaliland) im Nordwesten von Frankreich kolonisiert.

### Erste Schutzverträge
Großbritannien hatte 1827 einen ersten Schutzvertrag mit einem lokalen Clan an der Nordküste des von Somali bewohnten Gebietes abgeschlossen und hatte seit 1839 Abgesandte in den Hafenstädten Zeila und Berbera, um die Seehandelsrouten durch das Rote Meer nach Indien zu sichern. 1884–1886 schloss es weitere Verträge mit verschiedenen Clans und sicherte sich damit das Gebiet, das vorwiegend von nomadischen Somali-Viehzüchtern aus den Clans der Isaaq sowie Dir und Darod bewohnt war.
Von 1884 bis 1898 wurde das Protektorat von Bombay aus verwaltet, es galt als Gebiet der Kolonie Aden. Dessen Grenzen wurden in Verträgen mit Italien (1894) und Äthiopien (1897 und 1954) festgelegt. Bereits 1888 wurde mit Frankreich ein Abkommen getroffen. Dabei wurde u. a. die Insel Musha im Golf von Tadjoura zum Preis von zehn Säcken Reis von der indischen Regierung gekauft und abgetreten. Danach wurde Britisch-Somaliland vom Außenministerium und ab 1905 vom Colonial Office verwaltet.

### Britischer Militärstützpunkt
Die Briten nutzten die Kolonie als Militärstützpunkt und als Versorgungsstation für Schiffe und etablierten vor allem einen umfangreichen Exporthandel mit Lebendvieh, das sie zur Versorgung ihrer nahegelegenen Kolonie Aden brauchten. Verwaltungssitz der Kolonie war bis 1942 die Hafenstadt Berbera, über die diese Exporte abgewickelt wurden. Im Landesinneren führte der wachsende Handel dazu, dass sich Hargeysa und Burao als größere Orte und Handelszentren herausbildeten. Der Viehexport als bedeutender Wirtschaftsfaktor blieb über die Kolonialzeit hinaus erhalten, da ab den 1950er Jahren eine hohe Nachfrage aus den durch Erdölförderung wohlhabend gewordenen arabischen Staaten nach somalischem Vieh aufkam.

Flagge 1950–60

An einer umfangreicheren Kontrolle und Entwicklung ihres Somaliland waren die Briten – im Unterschied zu den Italienern im angrenzenden Italienisch-Somaliland – kaum interessiert. Sie beschränkten sich weitgehend auf eine indirekte Herrschaft über das Gebiet, investierten kaum in seine Entwicklung und griffen wenig in die inneren Verhältnisse ein. So blieben lokale Strukturen wie die Ältestenräte (guurti), die traditionell für Friedensstiftung zwischen den Clans zuständig sind, weitgehend erhalten.
Nicht alle Clans unterstellten sich der Fremdherrschaft gewaltlos. Für Unmut sorgte dabei insbesondere der Grenzvertrag mit Äthiopien 1897, der Äthiopiens Hoheit über den Ogaden einschließlich des bedeutenden Weidelandes im Haud-Gebiet anerkannte. 1899–1920 führten insbesondere die Dolbohanta (Dhulbahante)-Darod unter Mohammed Abdullah Hassan einen religiös und nationalistisch motivierten Guerillakrieg gegen die Kolonialherrschaft. Im Laufe dieses Krieges, verbunden mit einer Hungersnot 1911–1912, kam etwa ein Drittel der Bevölkerung um.
Die neue ins Amt gelangte Regierung Baldwin bot im August 1934 ihrem Verbündeten in der Stresa-Front, Mussolini, den Ogaden an. Gleichzeitig sollte Abessinien durch einen Landstreifen als Korridor zum Hafen Zeila entschädigt werden.

### Lokale Selbstverwaltung
1940 besetzte das faschistische Italien Britisch-Somaliland (siehe auch: Italienisch-Äthiopischer Krieg). Ein halbes Jahr später eroberte Großbritannien 1941 Britisch-Somaliland zurück und unterstellte es zusammen mit dem ebenfalls eroberten Italienisch-Somaliland bis 1950 einer Militärverwaltung. Deren Sitz wurde ab 1942 Hargeysa. Die Somali wurden nun in die Verwaltung einbezogen, ab 1947 bestand ein Advisory Council aus lokalen Vertretern, die einmal jährlich zusammentraten.
1950 wurde Italienisch-Somaliland als Treuhandgebiet an Italien zurückgegeben, während Britisch-Somaliland bei Großbritannien blieb. 1957 wurde die politische Beteiligung der Lokalbevölkerung erweitert, indem ein Exekutivrat (Executive Council) und ein Legislativrat (Legislative Council) gebildet wurden. Diese wurden teils gewählt und teils vom Gouverneur ernannt. Bei den ersten Wahlen zum Legislative Council im Februar 1960 erhielt die Partei Somalische Jugendliga 20 von 33 Sitzen.

## Unabhängigkeit

### Vereinigung mit Somalia

Flagge des unabhängigen Somalia

Als die Unabhängigkeit Italienisch-Somalilands für den 1. Juli 1960 angesetzt war, forderte der Legislative Council die rasche Unabhängigkeit Britisch-Somalilands, um eine Vereinigung mit Italienisch-Somaliland als Schritt zur Einigung aller Somali in einem Staat zu erreichen. Innerhalb von zwei Monaten wurde die Unabhängigkeit vorbereitet und schließlich am 26. Juni 1960 gewährt, fünf Tage später erfolgte der Zusammenschluss mit Italienisch-Somaliland zum Staat Somalia. Grund für den Zusammenschluss waren Bestrebungen zur Einigung aller Somali in einem Staat, nachdem dieses Volk durch die Kolonialisierung auf mehrere Staaten verteilt worden war. Dem damaligen Ministerpräsidenten Britisch-Somalilands Mohammed Haji Ibrahim Egal wurde ein Ministerposten in der neuen Regierung Somalias überlassen, 1967 wurde Egal Premierminister.

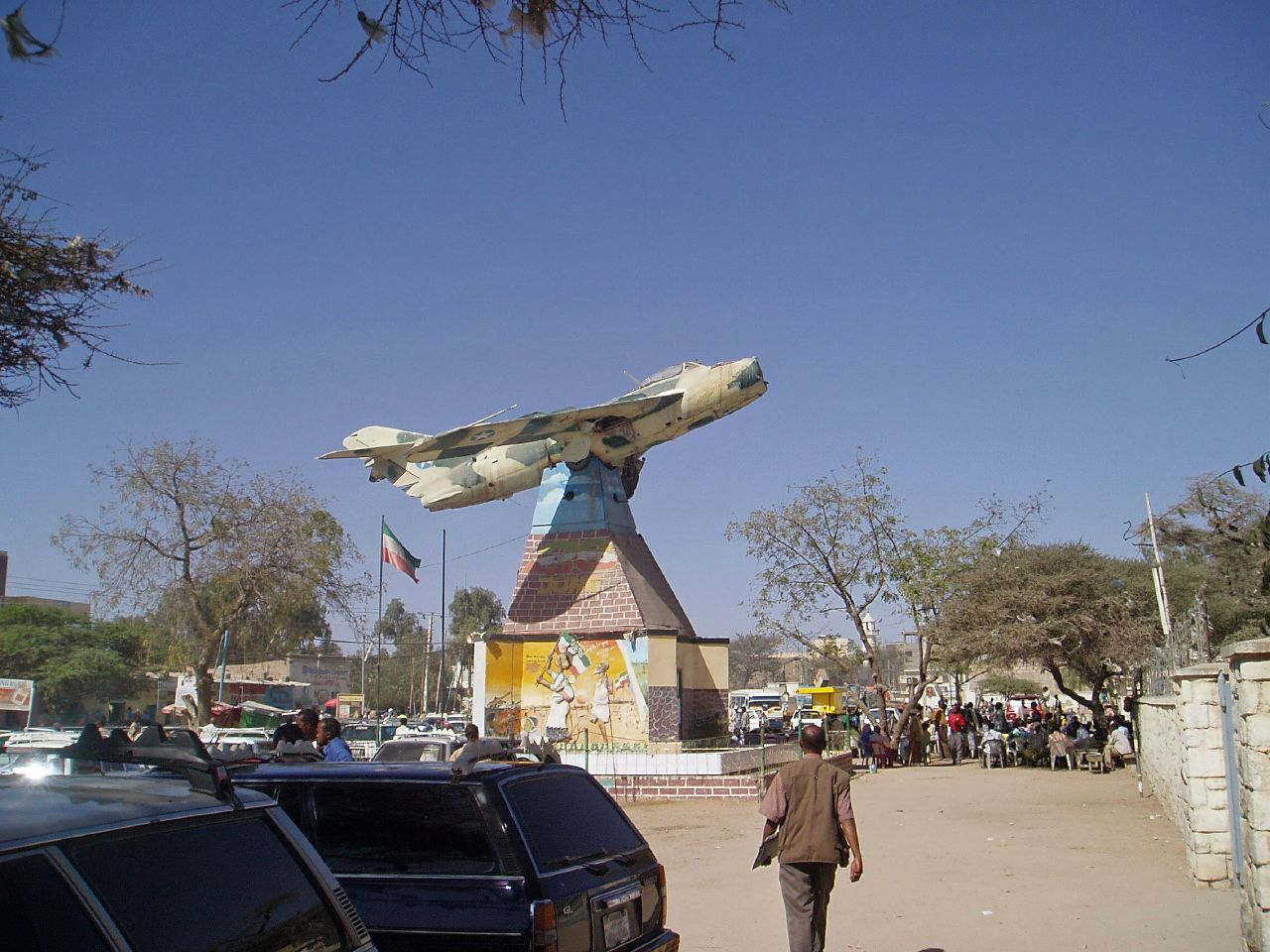
Stadtzentrum von Hargeysa mit dem Kriegsdenkmal

Allerdings fühlten sich bald viele Bewohner des Gebietes im Gesamtgebilde Somalia benachteiligt. Die nationale Integration bereitete Schwierigkeiten, da sich Nord- und Südsomalia in Entwicklungsstand, Bildungs- und Verwaltungsstrukturen unterschieden. Nach Ansicht vieler Nordsomalier unternahm der wirtschaftlich, politisch und demografisch dominierende Süden wenig, um diese Unterschiede zu berücksichtigen und die Entwicklung des Nordens zu fördern. 1961 wurde die neue somalische Verfassung im Süden von der großen Mehrheit der Abstimmenden angenommen, im Norden aber von weniger als 50 % unterstützt. Im selben Jahr revoltierten Offiziere im Norden erfolglos gegen den Zusammenschluss mit dem Süden.
Nachdem 1969 Siad Barre die Macht ergriffen und eine autoritäre Regierung errichtet hatte, gründeten Isaaq im Exil 1981 die Rebellenbewegung Somalische Nationale Bewegung (SNM), die in Nordsomalia einen bewaffneten Kampf gegen die Regierung begann. Die Armee reagierte mit Repressionsmaßnahmen, die in der Bombardierung der Städte Burao und Hargeysa 1988 gipfelten. Hierbei kamen etwa 50.000 Menschen um, 400.000 wurden intern vertrieben, weitere 400.000 flohen über die Grenze in Flüchtlingslager wie Hartishek im äthiopischen Ogaden oder nach Dschibuti. (Etwa 300.000 dieser Flüchtlinge sind von 1997 bis 2006 zurückgekehrt.) Die Minderheitenclans der Gadabursi-Dir und der Dolbohanta-Darod unterstützten zum Teil die Regierung gegen die SNM. 1991 gelang verschiedenen Rebellenbewegungen die Entmachtung Barres, aber Konflikte zwischen Clans und Kriegsherren verhinderten die Bildung einer Nachfolgeregierung. Der somalische Bürgerkrieg hält seither in Süd- und Zentralsomalia an.

### Unabhängigkeitserklärung

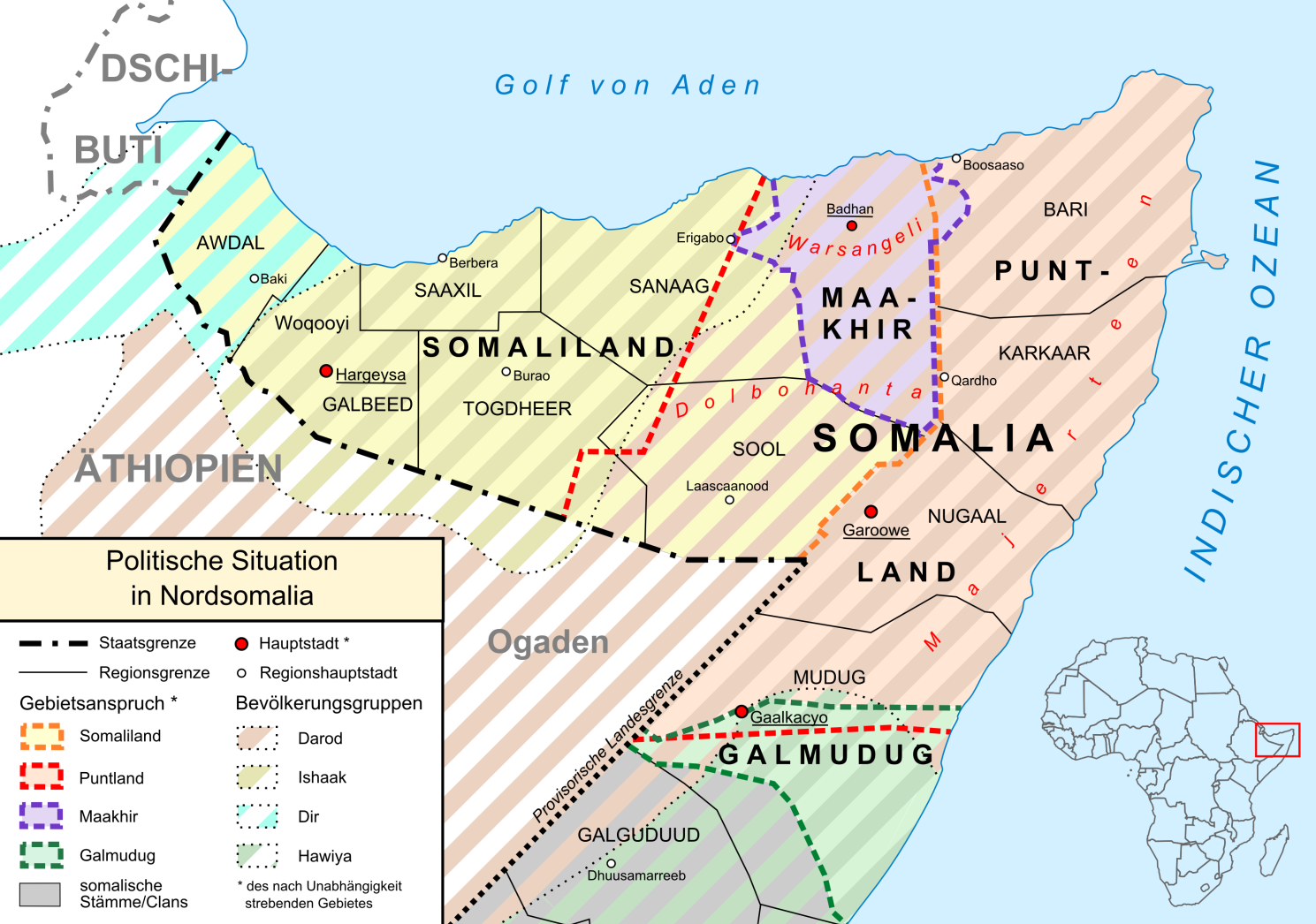
Sich überschneidende Ansprüche zwischen Somaliland und Puntland

Erste Flagge Somalilands 1991–1996

Aktuelle Flagge von Somaliland

Die SNM initiierte derweil einen Versöhnungsprozess der nordsomalischen Clans und griff hierzu auf traditionelle Mechanismen der Friedensstiftung zurück. Auf einer Versammlung von Clan-Ältesten unter Federführung der SNM in Burao wurde 1991 die einseitige Unabhängigkeitserklärung Somalilands verabschiedet. Dieser Schritt war von der SNM-Führung ursprünglich nicht vorgesehen und erfolgte auf Druck der Öffentlichkeit, die aufgrund der Kriegserfahrungen die Einheit mit Süd- und Zentralsomalia mehrheitlich ablehnte. Zusammen mit der Unabhängigkeitserklärung wurde eine „Nationale Charta“ verabschiedet, der zufolge die SNM für die nächsten zwei Jahre die Regierungsgewalt ausüben sollte. Anschließend sollte eine neue Verfassung ausgearbeitet werden, unter der die Macht an eine gewählte Regierung übergehen würde. SNM-Führer Abd-ar-Rahman Ahmad Ali Tur wurde erster Präsident. Die SNM zerfiel jedoch bald darauf in einander bekämpfende Faktionen, und wie im übrigen Somalia kam es zu Clan-Konflikten, bis 1992 ein Waffenstillstandsabkommen unterzeichnet wurde. Auf einer erneuten Konferenz in Boorama 1993 wurden eine neue Nationale Charta und ein Friedensabkommen verabschiedet, und die SNM übergab die Macht an eine zivile Regierung mit Zwei-Kammern-Parlament unter Präsident Mohammed Haji Ibrahim Egal. 1994–1996 flammten erneut Auseinandersetzungen auf. Angehörige des Dir-Clans in der westlichen Region Awdal, die Somalilands Autorität nicht anerkennen wollten, riefen 1995 ihre eigene „Republik Awdal“ aus.
Eine weitere Konferenz 1996/97 in Hargeysa führte – zusammen mit mehreren lokalen Friedensversammlungen zwischen einzelnen Subclans – zum seither andauernden Frieden in Somaliland und bestätigte die Präsidentschaft Egals für die nächsten fünf Jahre. In dieser Zeit kam der Präsident seiner Verpflichtung nach, eine Verfassung für Somaliland vorzubereiten. Diese wurde 2001 in einem Referendum angenommen. Als nächste Schritte im Demokratisierungsprozess sollten 2001 Kommunalwahlen und 2002 Präsidentschaftswahlen stattfinden. Verzögerungen bei der Vorbereitung und der Tod Egals 2002 führten zu einer einjährigen Verspätung bei der Umsetzung dieser Pläne. Wie in der Verfassung vorgesehen, übernahm der bisherige Vizepräsident Dahir Riyale Kahin das Präsidentenamt, worin er 2003 bestätigt wurde. 2002 fanden die Kommunalwahlen als erste Mehrparteienwahlen des Landes statt, 2005 wurde das Repräsentantenhaus gewählt.
Das Beispiel Somalilands trug dazu bei, dass sich Puntland im Nordosten unter Führung des Harti-Darod-Clans 1998 zum autonomen Teilstaat innerhalb Somalias erklärte und eine eigene Regionalregierung bildete. Im umstrittenen Grenzgebiet zwischen Puntland und Somaliland kommt es seit 2003 zu vermehrten Konfrontationen. Der Konflikt zwischen Somalililand und Puntland geht im Kern um die Zukunft des somalischen Staates. Während Somaliland auf Eigenstaatlichkeit und somit das Ende Somalias in den Grenzen von 1990 besteht, bemüht sich Puntland um die Wiederherstellung eines vereinigten, aber föderalen Somalias. Der Clan der Warsangeli rief in Sanaag im Juli 2007 einen weiteren autonomen Teilstaat Maakhir aus. Dieser existierte jedoch nur für kurze Zeit und hat sich Anfang 2009 an Puntland angeschlossen.
Seit 2008 ist die innenpolitische Lage angespannt, da die anstehenden Präsidentschafts- und Lokalwahlen mehrfach über die eigentliche Amtszeit des Präsidenten hinaus verschoben wurden.